# Marsilea pumila
Marsilea pumila là một loài dương xỉ trong họ Marsileaceae. Loài này được Drege mô tả khoa học đầu tiên năm 1843.
Danh pháp khoa học của loài này chưa được làm sáng tỏ. 